# United States Air Force Weapons School

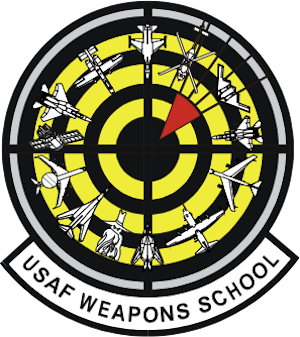
Emblème non officiel de la USAF Weapons School.

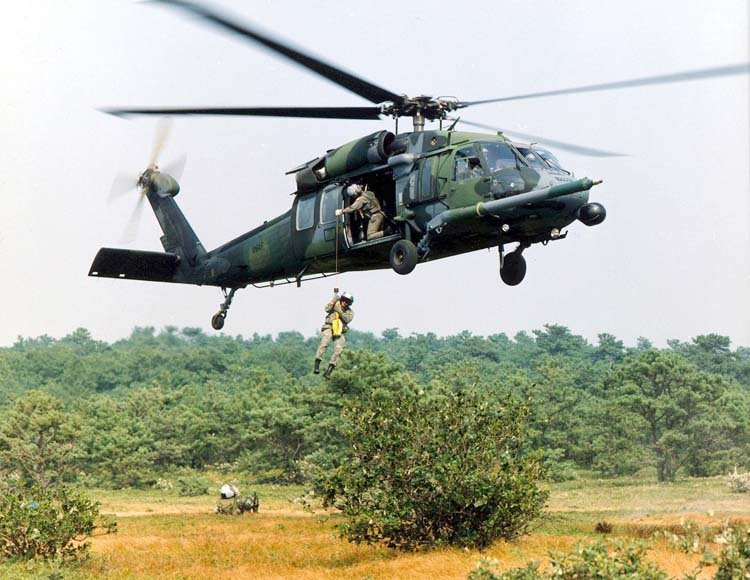
Entrainement d'hommes du 19e Special Forces Group à bord d'un HH-60 Pave Hawk de la United States Air Force Weapons School.

La United States Air Force Weapons School (USAF Weapons School) ou anciennement United States Air Force Fighter Weapons School est une école de pilotage américaine institué le 30 décembre 1965, l'équivalent pour l'United States Air Force de la United States Navy Fighter Weapons School. Elle est située basé à Nellis Air Force Base (Nevada).